# Luserfall
Der Luserfall ist ein Wasserfall an der Südabdachung des Dachsteinmassivs im Ennstal, Steiermark. Er liegt zwischen Weißenbach (Gemeinde Haus) an der Enns und Rössing im Gemeindegebiet von Haus, und ist als Naturdenkmal ausgewiesen.
Der Luserfall ist eine Steilstufe des Luserbachs, der von der Luserwand der Miesberge über den Weißenbach (Ramsaubach) der Enns zufließt. Er befindet sich auf einer Höhe von 960 m ü. A., uneinsichtig im Wald.
Der Wasserfall überwindet mit etwa 40 m zwei Gefällestufen.
Der Luserfall ist auf einer Länge von 60 Metern als Naturdenkmal ausgewiesen (NDM.1374, Naturschutzbuch: St-GB-035/Ramsau am Dachstein, KG Weißenbach), mit 226 m². Das Denkmal liegt direkt an der Grenze der Pufferzone des UNESCO-Welterbe-Gebiets Kulturlandschaft Hallstatt–Dachstein/Salzkammergut.
Der Wasserfall ist auf einem Steig von der L752 Rössingstraße (2 km westlich von Weißenbach) zum Gasthof Burgstaller (2½ km östlich von Rössing) zu erreichen.